# David Lafata
David Lafata (České Budějovice, Csehszlovákia, 1981. szeptember 18. –) cseh labdarúgó, aki jelenleg a Baumit Jablonecben játszik csatárként. A cseh válogatott tagjaként ott volt a 2012-es Európa-bajnokságon.

## Pályafutása
Lafata a České Budějovice csapatban kezdte profi pályafutását 1999-ben. 2002-ben rövid ideig a Vysočina Jihlavánál volt kölcsönben, majd visszatért a Českéhez. 2005 júliusában a görög Skoda Xánthihoz igazolt, de 2006 januárjában vissza is tért Csehországba, a Jablonec 97 játékosa lett. Mindössze egy év után az Austria Wienhez szerződött, majd 2008 tavaszán visszatért a Jablonechez.
A 2010/11-es idényben ő lett a cseh élvonal gólkirálya 19 góllal. A következő szezonban is kitartott remek formája, 2012 áprilisában megszerezte 23. gólját is, ezzel új cseh rekordot állítva fel.

### A válogatottban
Lafata 2006. szeptember 2-án, Wales ellen mutatkozott be a cseh válogatottban és két gólt is szerzett annak ellenére, hogy csak a 75. percben állt be. Csapata végül 2-1-re győzött. Bekerült a csehek 2012-es Európa-bajnokságon részt vevő keretébe, de a tornán nem játszott.

## Fordítás
- Ez a szócikk részben vagy egészben  a   David Lafata című angol Wikipédia-szócikk fordításán alapul.  Az eredeti cikk szerkesztőit annak laptörténete sorolja fel. Ez a jelzés csupán a megfogalmazás eredetét és a szerzői jogokat jelzi, nem szolgál a cikkben szereplő információk forrásmegjelöléseként.

## Külső hivatkozások
- David Lafata válogatottbeli statisztikái
- David Lafata adatlapja az iDNES.cz-n